# Ізідор Коварик
Ізідор Коварик (словац. Izidor Kovárik; 1917 — 1944) — льотчик-ас Словацьких повітряних сил, учасник Другої світової війни. Воював на Східному фронті проти Радянського Союзу. Здобув 28 повітряних перемог — збив 7 ЛаГГ-3, 7 І-16, 6 Як-1, 2 І-153, 2 МіГ-3, 2 Іл-2, 1 ДБ-3. Нагороджений низкою німецьких та словацьких медалей. Загинув в авіакатастрофі під час тренувального польоту біля містечка Зволен.

## Нагороди

### Словаччина
- Нагрудний знак пілота (Словаччина)
- Медаль «За військові заслуги» (Словаччина)
- Срібна і бронзова медаль «За хоробрість» (Словаччина)
- Орден Хреста Перемоги 4-го класу з мечами
- Пам'ятний знак «За похід проти СРСР» 1-го класу

### Третій Рейх
- Залізний хрест 2-го і 1-го класу
- Почесний Кубок Люфтваффе
- Авіаційна планка винищувача в золоті
- Німецький хрест в золоті (17 жовтня 1943)

### Незалежна Держава Хорватія
- Нагрудний знак пілота (Хорватія)
- Срібна медаль Корони короля Звоніміра